# شرق کانادا
شرق کانادا (انگلیسی: Eastern Canada)(همچنین استان های شرقی یا شرق) به طور کلی به عنوان منطقه ای از کانادا در جنوب خلیج هادسون و شرق مانیتوبا در نظر گرفته می شود که از استان های زیر (از شرق به غرب) تشکیل شده است: نیوفاندلند و لابرادور، نوا اسکوشیا. ، جزیره پرنس ادوارد، نیوبرانزویک، استان کبک و انتاریو.
انتاریو و کبک، دو استان بزرگ کانادا، کانادا مرکزی را تشکیل می دهند. در حالی که سایر استان ها آتلانتیک کانادا را تشکیل می دهند. نیوبرانزویک، نوا اسکوشیا و جزیره پرنس ادوارد نیز به عنوان استان های دریایی شناخته می شوند.

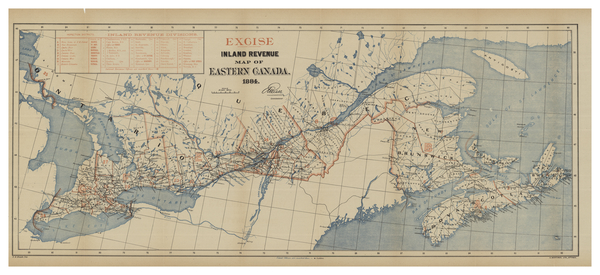
نقشه تاریخی شرق کانادا (۱۸۸۴)

## جمعیت
جمعیت کل این منطقه در سال ۲۰۱۶ حدود ۲۳۹۴۶۱۷۷  نفر یا حدود۷۰  درصد از جمعیت کانادا است. اکثر جمعیت در انتاریو و کبک ساکن هستند. این منطقه شامل سه منطقه از پنج منطقه بزرگ شهری کانادا است که تورنتو چهارمین شهر بزرگ آمریکای شمالی است.